# Rift Valley etiopica
La Rift Valley in Etiopia è un settore della Rift Valley africana che si sviluppa in direzione circa nordest-sudovest dal triangolo di Afar fino alla depressione del lago Turkana. Tale settore è detto anche Rift Etiopico Principale.

## Descrizione
La grande fossa tettonica africana in Etiopia divide l'altopiano etiopico ad ovest da quello somalo ad est. Il rift si è sviluppato in seguito alla separazione tra la placca africana (o Nubia) e la placca somala durante il Miocene. L'inizio del rifting è avvenuto in tempi diversi in territorio etiopico: la deformazione è iniziata intorno a 18 milioni di anni dal presente nella terminazione meridionale della rift valley (in prossimità del confine col Kenya), intorno a 11 milioni di anni fa in prossimità delle depressione dell'Afar e probabilmente intorno a 6-8 milioni di anni da presente nel settore centrale. Attualmente i margini della rift valley si stanno allontanando reciprocamente in direzione circa ESE-ONO a circa 5-7 millimetri l'anno.
La Rift Valley in Etiopia è larga mediamente intorno agli 80 km ed è bordata su entrambi i margini da una serie di grandi faglie normali che formano le imponenti scarpate tettoniche che separano il fondovalle dagli altopiani circostanti. Queste faglie sono considerate attualmente inattive nella parte settentrionale della rift valley, mentre più a sud queste strutture sono ancora tettonicamente e sismicamente attive. Il fondo del rift è tagliato da una serie di sistemi di piccole faglie normali, con andamento obliquo rispetto all'allungamento della depressione ed una tipica architettura en-echelon, di età variabile dal Quaternario all'attuale. A questi sistemi di faglie, caratterizzati da una larghezza intorno ai 20 km e lunghezza intorno ai 60 km, è associata una importante attività vulcanica; la stretta associazione tra fagliazione e magmatismo dà luogo ai cosiddetti segmenti tettono-magmatici (o, più semplicemente, magmatici). Nella parte settentrionale della rift valley, si ritiene che tutta la deformazione estensionale legata all'allontanamento delle placche maggiori sia localizzata all'interno dei segmenti tettono-magmatici. Questi segmenti sono considerati delle dorsali medio-oceaniche in uno stadio iniziale di sviluppo.